# Oost-Middelduits

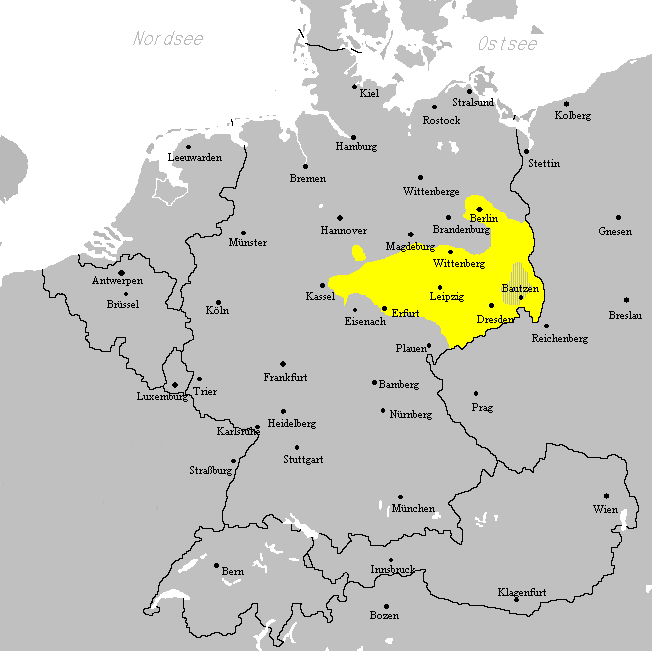
Het huidige Oost-Middelduitse taalgebied.

Oost-Middelduits is de overkoepelende term voor een verzameling Middelduitse dialecten die voornamelijk in de voormalige DDR worden gesproken. Als zodanig staan deze dialecten tegenover het West-Middelduits. De woordenschat is vastgelegd in enkele woordenboeken.

## Bijzonderheden
Na de Tweede Wereldoorlog zijn veel sprekers van de Oost-Middelduitse dialecten vanuit de voormalige Oost-Duitse provincies Silezië, Oost-Pruisen en Sudetenland naar het westen van Duitsland gevlucht, waar zij hun dialect hebben aangepast. Hierdoor zijn sommige Oost-Middelduitse dialecten zoals het Laagsilezisch tegenwoordig nagenoeg uitgestorven.